# Тврђава Неваде
Неваде, су биле утврђени „град“ у Србији. До данас није потврђено тачно место на коме се налазе, а у историјским изворима се помињу само једном, у вези са српско-мађарским сукобима који су уследили након Косовског боја 1389. године. Током упада снага краљевине Мађарске у Србију 1397. године, након Никопољске битке (1396), заузета је тврђава Борач, док су неуспешни опседани оближњи Честин и Неваде. Овај податак забележ је у повељи краља Жигмунда (1387—1437) великашу из Влашке, Петру Перењију.
Неваде се враћају у фокус 1995, када Сима Ћирковић објављује чланак „Неваде - непознати утврђени град у Србији“.
Што се тачног положаја овог утврђења тиче, постоје две претпоставке. Једну су изнели Дејан Булић и Владета Петровић у чланку „Убикација средњовековног утрврђивања Неваде“ и по њој се ово утврђење заправо налази на врху који се зове Треска или Тријеска. По другој теорији, коју је изнео архитекта Ранко Томић, у чланку на свом блогу, утврђење се налази на рудничком врху Велики Вис у селу Неваде. Ни за једну од наведених претпоставки још увек не постоје непобитни докази.